# Els Rossinyols de les Gavarres
Els Rossinyols de les Gavarres va ser una agrupació de cant coral formada a la Bisbal d'Empordà, activa entre els anys 1928 i 1936. Aquesta, dirigida per Josep Maria Soler i més endavant per Josep Llenas, no estava adherida a la Federació de Cors de Clavé i cap dels seus integrants era professional: ningú havia estudiat solfeig.
El cor es va formar com a resultat de la Colla d'en Grauet, que cantava caramelles per Pasqua. L'any 1928 es va improvisar una coral dirigida per Josep Maria Soler per participar en el concurs anual que se celebrava a Barcelona durant el Dissabte de Glòria. A la Bisbal ja hi havia una tradició coral i no va ser difícil formar un grup.
Els Rossinyols de les Gavarres assajaven a la Sala de Sessions de l'Ajuntament de la ciutat. Hi havia un horari: dimarts practicaven els tenors, dimecres, els barítons i els segons, dijous, els baixos, i els dissabtes, assaig general.
Al moment de plenitud de la coral hi havia 15 tenors, 15 barítons, 15 segons i 10 baixos. Cada integrant havia de pagar 5 rals setmanals: un era pel director, i el que sobrava anava destinat a les sortides i excursions. Existien també els socis protectors, que pagaven la mateixa quantitat i, a canvi, podien anar d'excursió amb el cor quan cantava fora de la Bisbal. Els Rossinyols havien actuat, excloent la rodalia bisbalenca, a Montserrat, Barcelona, Perpinyà, Girona i Manresa.
La coral organitzava en alguna ocasió La Passió per Quaresma i alguna obra de teatre.
Tenien unes peces destacades al seu repertori: La Violeta, El Torrent, Els pescadors, Alt Empordà, El sol batent, La donzella de la costa, La primavera, Els ocells han fet un niu..., moltes musicades pel cap de la colla.
Seguint els passos de Josep Maria Soler, més tard va entrar un nou director a la formació: Josep Llenas i Rufí, professor de música i compositor de sardanes.
L'any 1936 els Rossinyols de les Gavarres es van dissoldre definitivament.